# Ухундуни
Ухунду́ни (индон. Uhunduni), также аму́нг и дама́л, — трансновогвинейский язык папуасского племени амунг. По классификации австралийского лингвиста Малкольма Росса образует отдельную языковую ветвь, по мнению его соотечественника Билла Пальмера, является изолированным папуасским языком.

Язык ухундуни обозначен красным цветом

В языке выделяют четыре диалекта: амонгме, амунг, дамал, энгкипилу. На 2007 год используется в повседневном общении, однако молодёжь постепенно переходит на индонезийский.

## Классификация
По классификации Малкольма Росса, ухундуни относится к группе амунг-дем (наряду с языком дем), западной ветви трансновогвинейской семьи. По Пальмеру, это изолированный язык.
Паули и Хаммарстром также не считают, что ухундуни — трансновогвинейский язык. Однако они отмечают лексическую схожесть ухундуни с пратрансновогвинейским языком:
- no- «кушать» < *na-
- mo- «приходить» < *me-
- mini- «сидеть» < *mVna-
- eme- «давать» < *mV-

## Лингвистическая характеристика

### Морфология

#### Местоимения
Личные местоимения по Россу:
|   | ед. ч. | дв. ч. | мн. ч. |
| - | ------ | ------ | ------ |
| 1 | na     | iru    | enoŋ   |
| 2 | a      |        | erop   |
| 3 | na     |        | nuŋ    |

Личное местоимение двойственного числа единичного числа iru включает субъекта.

### Лексика
Лексика преимущественно трансновогвинейская. Пример слов с базы данных трансновогвинейских языков:
| Слово   | Перевод     |
| ------- | ----------- |
| голова  | niŋok       |
| волосы  | niŋatok     |
| глаз    | noŋop       |
| зуб     | naik        |
| нога    | dok; nok    |
| вошь    | ma          |
| собака  | mitim       |
| свинья  | bow         |
| птица   | elato; olem |
| яйцо    | olemagam    |
| кровь   | nimang      |
| кость   | dok; nok    |
| кожа    | nigip       |
| дерево  | em          |
| мужчина | me          |
| солнце  | ul          |
| вода    | o; uk; ut   |
| огонь   | ka; kanelep |
| камень  | kela        |
| имя     | nem         |
| кушать  | nowin       |
| один    | amenkak     |
| два     | au; u       |